# منطقه سیمای ملی (اسکاتلند)

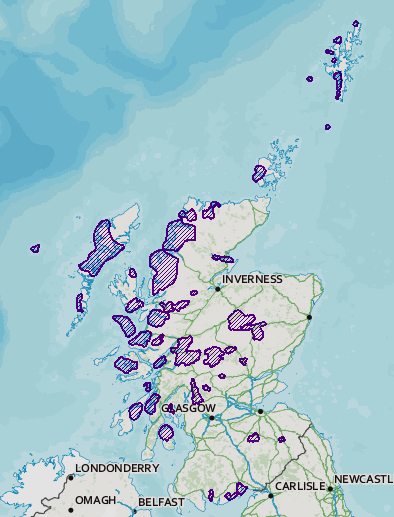
نقشه مناطق سیمای ملی اسکاتلند

منطقه سیمای ملی (به انگلیسی: National scenic area)، یک نام حفاظتی است که در اسکاتلند استفاده می‌شود و توسط NatureScot به نمایندگی از دولت اسکاتلند اداره می‌شود. هدف این نام‌گذاری شناسایی مناطق دارای چشم‌انداز استثنایی و حفاظت از آنها در برابر توسعه نامناسب است. در حال حاضر ۴۰ منطقه سیمای ملی (NSA) در اسکاتلند وجود دارد که ۱۳ درصد از مساحت سرزمین اسکاتلند را پوشش می‌دهد. مناطقی که توسط این نام حفاظت می‌شوند، نمایانگر نوع زیبایی منظره‌ای هستند که «معمولاً با اسکاتلند مرتبط است و به خاطر آن شهرت دارد». به این ترتیب، آنها عمدتاً در مناطق دورافتاده و کوهستانی یافت می‌شوند، با بررسی در سال ۱۹۹۷ به یک ضعف بالقوه مناطق سیمای ملی اشاره کرد که انتخاب اصلی تأکید نادرست بر مناطق کوهستانی کشور داشت. با این حال، مناطق سیمای ملی چشم‌انداز دریایی را نیز پوشش می‌دهند، به طوری که تقریباً ۲۶٪ از کل منطقه حفاظت‌شده توسط این نام دریایی است. این نام عمدتاً به ویژگی‌های چشم‌انداز مربوط می‌شود، اگرچه مناطق سیمای ملی تعیین‌شده ممکن است ویژگی‌های خاص دیگری نیز داشته باشند، برای مثال مربوط به فرهنگ، تاریخ، باستان‌شناسی، زمین‌شناسی یا حیات وحش. مناطقی با چنین ویژگی‌هایی ممکن است با نام‌گذاری‌های دیگری (مانند ذخیره‌گاه طبیعی ملی) که با نام NSA همپوشانی دارند، حفاظت شوند.